# Klub Siatkarski Aluron Virtu Warta Zawiercie
Il Klub Siatkarski Aluron Virtu Warta Zawiercie è una società pallavolistica maschile polacca con sede a Zawiercie: milita nel campionato polacco di Polska Liga Siatkówki.

## Rosa 2021-2022
| N° | Nome                 | Ruolo | Data di nascita  | Nazionalità sportiva |
| -- | -------------------- | ----- | ---------------- | -------------------- |
| 1  | Dawid Konarski       | O     | 31 agosto 1989   | Polonia              |
| 3  | Michał Żurek         | L     | 3 giugno 1988    | Polonia              |
| 5  | Miłosz Zniszczoł     | C     | 2 luglio 1986    | Polonia              |
| 6  | Mateusz Malinowski   | O     | 6 maggio 1992    | Polonia              |
| 7  | Facundo Conte        | S     | 25 agosto 1989   | Argentina            |
| 9  | Patryk Niemiec       | C     | 18 febbraio 1997 | Polonia              |
| 11 | Krzysztof Bieńkowski | P     | 19 giugno 1995   | Polonia              |
| 13 | Dominik Depowski     | S     | 27 ottobre 1995  | Polonia              |
| 14 | Maximiliano Cavanna  | P     | 2 luglio 1988    | Argentina            |
| 15 | Miguel Tavares       | P     | 2 marzo 1993     | Portogallo           |
| 16 | Bartosz Makoś        | L     | 1º agosto 1998   | Polonia              |
| 17 | Piotr Orczyk         | S     | 19 marzo 1993    | Polonia              |
| 20 | Wiktor Rajsner       | C     | 13 aprile 1999   | Polonia              |
| 25 | Michał Szalacha      | C     | 15 gennaio 1994  | Polonia              |
| 93 | Uroš Kovačević       | S     | 6 maggio 1993    | Serbia               |

## Palmarès
- Coppa di Polonia: 1

2023-24
- Supercoppa polacca: 1

2024

## Denominazioni precedenti
- 1972-1980: Międzyzakładowy Klub Sportowy Warta Zawiercie
- 1980-1991: Międzyzakładowy Robotniczy Klub Sportowy Warta Zawiercie
- 1991-1993: Miejski Klub Sportowy Warta Zawiercie
- 1993-1995: Klub Sportowy CTH Warta Zawiercie
- 2011-2014: Klub Siatkarski Aluron Warta Zawiercie